# Cyphon poggi
Cyphon poggi es una especie de coleóptero de la familia Scirtidae.

## Distribución geográfica
Habita en Cerdeña (Italia).